# The Incredible Hulk: Ultimate Destruction
The Incredible Hulk: Ultimate Destruction è un videogioco del 2005 sviluppato da Radical Entertainment e pubblicato da Vivendi Universal Games per GameCube, PlayStation 2 e Xbox, basato sul celebre supereroe della Marvel Comics Hulk. La produzione si è avvalsa della collaborazione di due artisti veterani della Marvel, Paul Jenkins e Bryan Hitch, per la storia e il design visivo.

## Trama
Bruce Banner ha trascorso anni in semi-isolamento alla ricerca di una potenziale cura per la sua condizione, e perciò ha creato un dispositivo sperimentale atto a modificare il suo subconscio e riparare i danni psicologici inflittigli dai suoi traumi infantili, sottomettendo così la personalità di Hulk e un'altra più minacciosa che sta emergendo dentro di lui. Lavorando insieme allo psicoterapeuta Leonard Samson, Banner completa quasi per intero il dispositivo, ma le forze militari guidate dal capo esperto Emil Blonsky distruggono il suo nascondiglio nella foresta. Mentre Banner fugge sotto forma di Hulk, Blonsky prende il dispositivo dai resti del nascondiglio e viene esposto accidentalmente ai raggi gamma. Banner si riunisce a Samson, che equipaggia il protagonista con un dispositivo che impianta suggerimenti post-ipnotici e induce artificialmente degli episodi di rabbia, consentendogli un certo grado di controllo su Hulk. Samson invia poi Hulk in varie commissioni nella città e nelle terre desolate, sia per aiutarlo a costruire la macchina sia per ostacolare la presenza sempre crescente di Blonsky.
Nel frattempo, il superiore di Blonsky, il generale Thunderbolt Ross, lo rimprovera per aver oltrepassato la sua autorità per mettere al sicuro un misterioso prigioniero, ribattezzato "Mission Directive", in una struttura di ricerca militare segreta nota come Vault. Dopo questa discussione, Blonsky si trasforma in un mostro sovrumano simile ad Hulk, noto poi come Abominio, e si scatena finché Hulk non arriva e lo sconfigge. Mentre Hulk scappa, Blonsky torna alla normalità e afferma ai suoi uomini che il disastro causato sul posto è opera del gigante verde. Mentre recupera delle barre di combustibile in una centrale nucleare, Hulk incontra la guardia del corpo di Blonsky, Mercy, e ci combatte. Dopo la sua sconfitta, Mercy tenta di rivelare la vera natura del Mission Directive, ma viene ucciso quando Blonsky ordina un attacco aereo sulla centrale. Sebbene Banner riesca a scappare, lo stress della situazione si fa sentire e l'altro suo alter ego malvagio parallelo a Hulk, l'Hulk Diavolo, inizia a emergere.
Sotto l'influenza di questa entità senza limiti, Hulk distrugge edifici civili e uccide molti innocenti nell'illusione che Samson gli stia ordinando di distruggere postazioni militari. Samson, temendo la minaccia di un Hulk fuori controllo, lo attira in un sito di test militare, dove Ross lo affronta con l'ausilio di un gigantesco Hulkbuster, un robot potenziato costruito apposta per combattere contro Hulk corpo a corpo. Quando Hulk emerge vittorioso, Samson lo rende incosciente con il suo dispositivo ipnotico e, ritornato normale, Bruce viene portato al Vault, dove Blonsky si prepara ad aprire la mente dello scienziato alla ricerca del segreto per controllare le trasformazioni basate sui raggi gamma. L'agonia dell'interrogatorio di Banner estrae il potere dell'Hulk Diavolo, e Hulk si libera. Blonsky si trasforma poi in Abominio quando Hulk lo mette all'angolo, esponendo la sua identità a Samson e all'esercito. Incolpandolo di avergli rovinato la vita, Abominio fugge dal Vault, e Hulk lo segue. Banner se la prende poi con Samson per averlo tradito, ma lo perdona quando questi rivela di aver usato la prigionia di Banner come diversivo per assicurarsi un componente vitale della macchina. Mentre Samson apporta le ultime modifiche, Hulk difende la base dalle forze di Ross: finalmente, con la macchina ultimata, Bruce la usa per avventurarsi nella sua stessa psiche, sconfiggere e infine bandire l'Hulk Diavolo per sempre.
Nel frattempo, Abominio irrompe nel Vault per recuperare il Mission Directive. Hulk lo segue, ma scopre che Mission Directive era il nome in codice della moglie ormai deceduta di Blonsky, Nadia, e il loro bambino non ancora nato; dopo la diagnosi di cancro alle ovaie di Nadia, Blonsky l'aveva esposta alle radiazioni gamma come parte di un programma governativo influenzato dalla ricerca di Banner. Incolpando Banner per la morte di Nadia, Abominio scappa dal Vault e si dirige verso la diga locale, progettando di distruggerla e travolgere con l'acqua la città sottostante per vendetta. Hulk e l'esercito lo inseguono, ma non riescono a impedirgli di abbatterla. Mentre Abominio scompare sotto la corrente, Hulk provoca una frana per fermare l'acqua e salvare la città. Nonostante questo atto eroico, Ross incolpa pubblicamente Hulk per la distruzione della diga per coprire i suoi errori. Samson, lamentandosi di questa svolta degli eventi, offre di nuovo il suo aiuto, ma Banner lo rifiuta convinto che il mondo non si fiderà mai di Hulk, e se ne va via nuovamente da fuggitivo.

## Modalità di gioco
Il gioco è un'avventura d'azione in terza persona in cui il giocatore controlla Hulk, l'alter ego dello scienziato Bruce Banner. Influenzato dai suggerimenti ipnotici dello psicoterapeuta di Banner Leonard Samson, Hulk ha il compito di raccogliere risorse per costruire un dispositivo che dovrebbe curare la psiche di Banner dalla sua condizione, e al contempo impedire l'emergere di una personalità più oscura. Tra una missione e l'altra, Hulk può esplorare liberamente il mondo di gioco e impegnarsi in missioni secondarie come giocare a golf con palline e mazze giganti o trasportare un'ambulanza in un ospedale.
Hulk è in grado di saltare per grandi distanze, correre su e lungo i muri e arrampicarsi, oltre ad avere una serie di attacchi di base e prese da usare contro i personaggi nemici. Hulk difatti può afferrare diversi oggetti e usarli come armi, ad esempio brandendo un lampione come una clava, mentre oggetti più grandi come auto e carri armati possono essere raccolti e lanciati per eliminare gruppi di nemici da lontano. La salute di Hulk è rappresentata da una barra nell'angolo in alto a sinistra dello schermo, mentre una seconda barra di sotto aumenta ogni volta che Hulk subisce danni o distrugge proprietà. Quando quest'ultima barra è piena, Hulk entra in uno stato di "massa critica" in cui è capace di usare le sue mosse più potenti e devastanti. Tuttavia, usare queste mosse esaurisce la barra, facendo sì che Hulk esca dalla massa critica. Quando la sua salute scende a un certo livello, Hulk entrerà in uno stato di "scarica di adrenalina" simile alla massa critica, in cui può usare le stesse mosse senza esaurire la barra della massa critica e fare fronte a momenti di emergenza.
Se Hulk provoca della distruzione gratuita in modalità libera, i raggi di un "misuratore di risposta alle emergenze" nell'angolo dello schermo in alto a destra si estenderanno. Quando il centro del misuratore si illumina, una squadra d'attacco militare verrà inviata a combattere il gigante verde. Portare a termine missioni, distruggere proprietà e sconfiggere nemici fa guadagnare a Hulk i "punti smash", che possono essere usati per acquistare nuove mosse alla base operativa di Samson. Tali mosse includono nuovi modi per trasformare oggetti in armi, come usare le due metà di un'auto come guanti d'acciaio o appiattirla per farne uno scudo. Ogni missione completata sblocca mosse aggiuntive da acquistare, e alcune mosse secondarie non sono disponibili finché non vengono acquistate le mosse principali su cui si basano. Inoltre, nascoste in tutto il mondo, ci sono sessanta copertine di fumetti da collezione della serie originale, che sbloccano una varietà di ricompense tra cui illustrazioni, skin e trucchi.

## Doppiaggio
| Personaggio                            | Doppiatore originale   | Doppiatore italiano |
| -------------------------------------- | ---------------------- | ------------------- |
| Bruce Banner/Hulk                      | Neal McDonough         | Claudio Moneta      |
| Emil Blonksy/ Abominio                 | Ron Perlman            | Marco Balzarotti    |
| Leonard Samson                         | Daniel Riordan         | Luca Bottale        |
| Generale Thaddeus E. "Tunderbolt" Ross | David Allen Thomas Jr. | Riccardo Rovatti    |